# Freak
Pour les articles homonymes, voir Freaks et FREAK (faille informatique).
Pour l’article ayant un titre homophone, voir Fric.
Freak est un mot anglais qui signifie au sens premier du terme, notamment dans le domaine de la fiction, « monstre humain ». Le mot prend ensuite une connotation politique et culturelle aux États-Unis lors des années 1960, en particulier pendant l'âge d'or de la contre-culture hippie sur la côte ouest, quand de nombreux adolescents et jeunes adultes, déçus par l'austérité morale et politique de l'après-guerre, par le mode de vie banlieusard américain, et par les mouvements de gauche de leur époque, se définissent eux-mêmes comme des freaks. 
Le musicien et compositeur américain Frank Zappa et son groupe The Mothers of Invention ont été au cœur de ce mouvement au milieu des années 1960 sur la scène musicale de Los Angeles et de San Francisco.
Les membres de l'organisation Weather Underground rédigeront leur manifeste et déclaration de guerre à l’État américain par la phrase : « Tous les freaks sont des révolutionnaires, et tous les révolutionnaires sont des freaks ».
Depuis une période plus récente, le mot désigne également une personne totalement passionné par une chose, un objet (notamment dans le domaine des nouvelles technologies), une personnalité connue, etc.

## Historique
Les freaks, selon l’approche de Zappa, ont résisté aux oppositions binaires de droite contre gauche, culture savante contre culture populaire, qui animaient la plupart des débats au sein de la contre-culture dominante. Ils se situent aussi contre le modèle et la mode hippie, préférant au lieu de s'aligner sur cette esthétique de ne pas strictement se définir par une mode ou une tendance politique.  Cela a également permis de célébrer le freak identity, qui jusque-là a été utilisée pour décrire les perversions de la nature ou des sideshows carnavalesques.
Lors de la première des concerts de Mothers of Invention, les membres de l'auditoire ont été invités à Freak Out!  (qui sera par la suite le titre de leur premier album), ce qui signifie s'exprimer librement, que ce soit par la danse, le cri, ou pulvériser de la crème fouettée sur un membre du groupe.  Cette mentalité freak influence des groupes de musique des générations ultérieures dans des champs très divers (free jazz, musique contemporaine, rhythm and blues, zeuhl...).

## Personnalités
- Frank Zappa
- Jerry Garcia
- Captain Beefheart
- Thomas Pynchon
- Janis Joplin
- Robert Crumb
- Michel Portal
- Hunter S. Thompson